# 汉字部首表
《汉字部首表》，標準名GF 0011-2009，是現時中國大陸的汉字部首標準，共规定主部首201个，附形部首100个。

## 历史
由于中国大陆推行简化字，康熙部首不能适应实际需求，中国文字改革委员会和中国国家出版局於1983年发布了《汉字统一部首表（草案）》。2009年中华人民共和国教育部和国家语言文字工作委员会发布《GF 0011-2009 汉字部首表》重新整理汉字部首，共分成主部首（201個）和附形部首（100個），之後於正式文件中定為99個附形部首。
這201個部首當中只有2個不在214個康熙部首當中：业部與龺部。

## 用法
現時，中國大陸主流字詞典，如《新華字典》和《現代漢語詞典》的新版本，都使用此標準。
此外，中国大陆對漢字的歸部方式與傳統字典有所不同，執行的標準是《GB13000.1字符集汉字部首归部规范》。不過，為了方便檢字，《现代汉语词典》等字詞典（汉语拼音序）會採取「多開門」的方式，將一個字分立在多個部首下，每個部首下都可以直接找到該字所在的頁碼。
該表的使用規則如下：

6.1 使用本部首表时，一般应以主部首为主。
6.2 在某些情况下，对本表的使用可根据需要作变通处理，但部首总数、序号及形体应与本部首表保持一致，并须对变通情况作出具体说明。
a 某些辞书（如大型字、词典，古汉语字、词典）可根据传统和实际需要，用繁体部首或变形、从属部首作为主部首。如“風（风）”、“貝（贝）”；“艸（艹）”、“辵（辶）”、“玉（王）”。
b 某些辞书可同时采用主部首和收字较多的附形部首。如王（玉）可将从“王”的字归入“王”部，将从“玉”的字归入“玉”部，两部的序号均为61。又如车（車），简、繁体都收的辞书可将简化字归入“车”部，将繁体字归入“車”部，两部的序号均为68。
c 用于旧印刷字形的检索时，可将本表的部首转换为旧印刷字形，部首序号不变。如“30 ⺾”转换为“30 ”，“49 ⻌”转换为“49 ⻍”。新旧字形同时存在的字集中，旧字形可归入对应的新字形部首，如“黃”归入“黄”部，“靑”归入“青”部。
6.3 在汉字部首排序中，当某些部首下无字时，一般也应将这些无字部首列出，以保持部首表的完整。

## 部首列表
- 1畫：

- 2畫：

- 3畫：

- 4畫：

- 5畫：

- 6畫：

- 7畫：

- 8畫：

- 9畫：

- 10畫：

- 11畫：

- 12畫：

- 13畫：

- 14畫：

- 17畫：